# 휴 새뮤얼 존슨
휴 새뮤얼 존슨(Hugh Samuel Johnson, 1882년 8월 5일 ~ 1942년 4월 15일)은 미국 육군 장교이자 사업가, 연설문 작가, 정부 관료, 신문 칼럼니스트였다. 그는 1932년부터 1934년까지 프랭클린 D. 루스벨트의 브레인 트러스트 멤버였다. 그는 루스벨트 대통령을 위해 수많은 연설문을 작성하고 뉴딜 정책을 계획하는 데 도움을 주었다. 1933년 국가산업부흥국 (NRA) 국장으로 임명된 그는 경쟁을 줄이고 임금과 물가를 인상하기 위해 미국 기업을 재편성하는 "블루 이글" 캠페인에 매우 적극적이었다. 슐레진저(1958)와 올(1985)은 그가 뛰어난 조직가였지만, 동시에 지배적이고 모욕적이며 노골적이었고 동료들과 원만하게 일할 수 없었다고 결론지었다. 그는 1934년 8월 NRA에 대한 통제력을 잃었다.

## 어린 시절
그는 1882년 새뮤얼 L. 존슨과 엘리자베스 (메드) 존슨 사이에서 포트 스콧 (캔자스주)에서 태어났다.
그의 친조부모인 새뮤얼과 마틸다 (맥컬런) 존슨은 1837년 아일랜드에서 미국으로 이민하여 원래 브루클린에 정착했다. 휴의 아버지는 변호사였고, 가족이 알바, 오클라호마 준주로 이사하기 전 위치토 (캔자스주)에서 공립학교를 다녔다. 그는 15세에 집을 떠나 오클라호마 주 방위군에 입대하려 했지만, 마을을 떠나기 전에 가족에게 붙잡혔다. 그의 아버지는 그를 웨스트 포인트에 입학시키기 위해 노력하겠다고 약속했고, 결국 대체 입학을 얻는 데 성공했다. 존슨 자신은 입학 우선순위에 있던 사람이 너무 나이가 많다는 것을 발견하고, 존슨이 사관학교에 들어갈 수 있도록 그를 설득하여 물러나게 했다.

## 군 경력

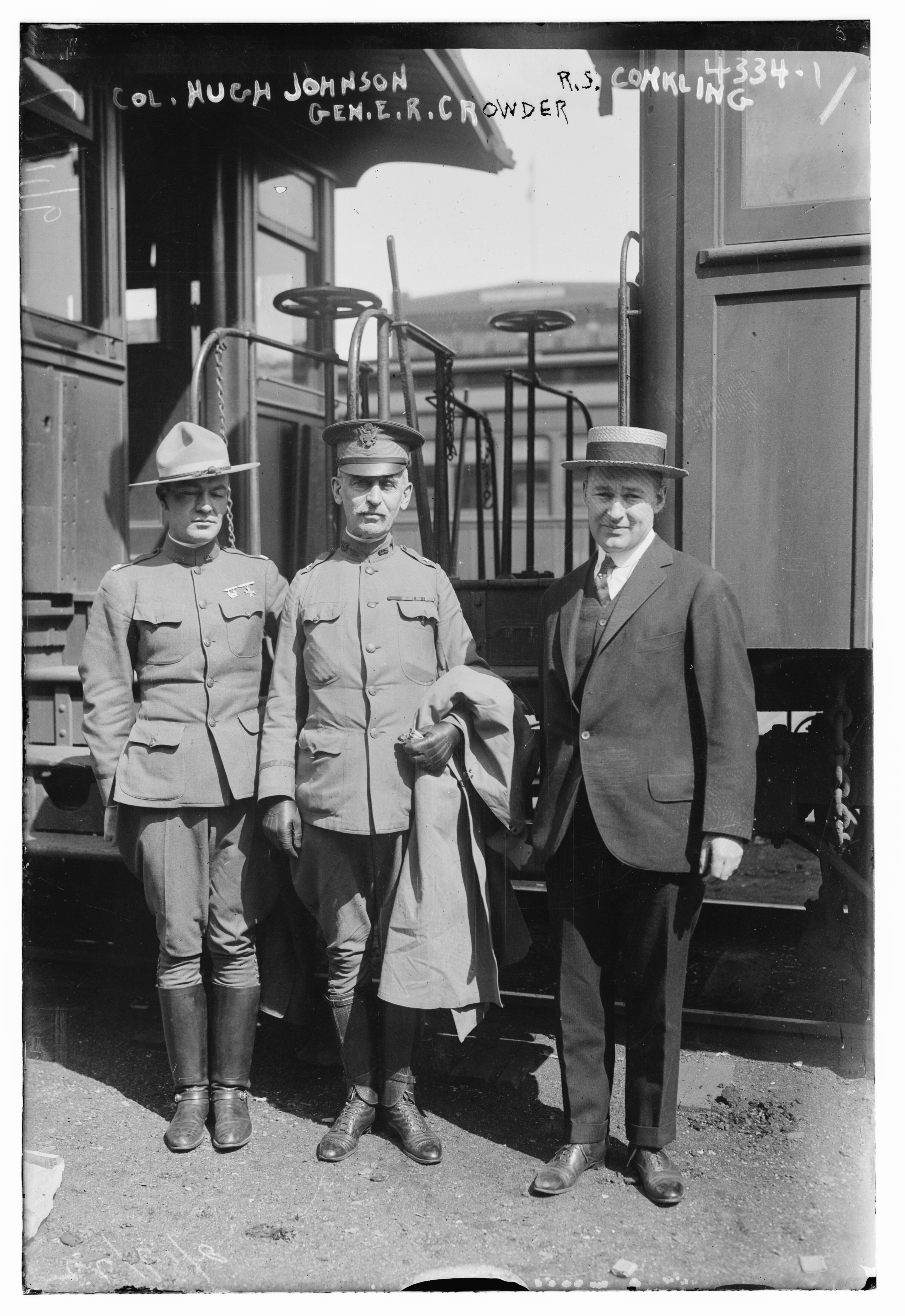
1917년 야팡크의 캠프 업턴에서 존슨, 이넉 크라우더 및 로스코 S. 콘클링

존슨은 1899년 웨스트 포인트에 입학하여 1903년 6월 11일 졸업하고 제1기병대 소위로 임관했다. 더글러스 맥아더는 그의 웨스트 포인트 동급생 중 한 명이었다. 1907년부터 1909년까지 그는 팜팡가, 필리핀에 주둔했지만, 나중에 캘리포니아주로 전근되었다. 20세기 초반, 미국 내 대부분의 국립공원은 미국 육군 부대에 의해 관리되었다. 존슨은 이후 요세미티와 세쿼이아 국립공원에 주둔했다. 그는 1911년 3월 11일 중위로 진급했으며, 1912년 세쿼이아 국립공원 관리관으로 임명되었다.
아버지의 발자취를 따르고 싶었던 존슨은 이넉 크라우더 장군으로부터 캘리포니아 대학교 ((영어/언어 오류(berkeley, california)/언어 오류(버클리)))에 다니는 것을 허락받았고, 1915년 인문사회 학사 학위를 (우등으로) 받고 1916년 법무박사 학위를 받았다 (필요한 시간의 절반으로 졸업하기 위해 과정을 두 배로 수강했다). 법무감실로 전근하여 1916년 5월부터 10월까지 장군 존 J. 퍼싱 휘하 멕시코에서 판초 비야 원정에 참전했다. 1916년 7월 1일 대위로 진급한 그는 1916년 10월 워싱턴 D.C.의 법무감실 본부로 전근되었다. 그는 1917년 5월 15일 소령으로, 1917년 8월 5일 중령으로 진급했다. 그는 1917년 10월 군사경찰감 보좌관으로 임명되었고, 같은 달 전쟁부 군사 훈련 위원회에 임명되었다 (미국은 1917년 4월 6일 제1차 세계 대전에 참전했다).
대위로서 존슨은 1917년 선발징집법 시행 규정 공동 작성에 기여했다. 의회의 승인 없이, 그는 징집을 시행하는 데 필요한 초기 첫 단계 중 몇 가지를 완료하도록 명령했다. 의회가 (한 달 후) 징집법을 통과시키지 않았다면 이 조치는 그의 군법회의로 이어질 수도 있었다. 그는 1918년 1월 8일 대령으로, 1918년 4월 15일 준장으로 진급했다. 진급 당시 그는 남북 전쟁 이후 35세의 나이로 준장 계급에 도달한 최연소 인물이었고, 계속 복무한 웨스트 포인트 졸업생 중 이 계급에 도달한 최연소 인물이었다. 올(1985)은 존슨이 브리게이더 장군 이넉 H. 크라우더 휘하에서 전쟁 중 군사경찰감실의 뛰어난 2인자였으며, 그가 면밀히 감시되고 엄격하게 감독되는 한 그러했다고 본다. 그의 상당한 재능은 갈등 전후의 등록 및 징집 계획과 실행에 효과적으로 활용되었다. 그러나 그는 다른 사람들과 원만하게 일할 수 없었다.
준장으로 진급하자 존슨은 1918년 4월 총참모부 구매 및 보급 지부장으로 임명되었고, 1918년 10월 총참모부 구매, 저장 및 운송 부서 보조 지부장으로 진급했다. 이 직책에서 그는 전시 산업 위원회와 긴밀히 협력했다. 그는 버나드 바루크 (전시 산업 위원회 위원장)를 포함한 많은 사업가들에게 좋은 인상을 주었다. 이러한 인연은 나중에 존슨이 프랭클린 D. 루스벨트 대통령 행정부에서 직책을 얻는 데 결정적인 역할을 했다. 그는 제8사단 소속의 제15보병여단 지휘를 맡았으나, 전쟁이 끝나 유럽에 배치되지 않았다.
존슨은 1919년 2월 25일 미국 육군에서 사임했다. 군사경찰감실에서의 복무와 징집 실행에 대한 공로로 그는 1926년 육군 공로훈장을 수여받았다. 훈장 수여 문구는 다음과 같다:
미합중국 대통령은 1918년 7월 9일 의회법에 따라, 휴 새뮤얼 존슨 대령(법무감실), 미합중국 육군이 제1차 세계 대전 중 막중한 책임의 임무를 수행하며 미합중국 정부에 탁월하고 뛰어난 공로를 세웠으며, 징집법의 계획 및 실행과 관련하여 군사경찰감실에서 복무한 공로로 육군 공로훈장을 수여하는 것을 기쁘게 생각한다.

## 제1차 세계 대전 이후
존슨은 1919년 9월 1일 몰라인 플로우 컴퍼니의 보조 총괄 매니저로 임명되었다. 몰라인 플로우의 사장인 조지 픽과 존슨은 모두 미국 역사상 최초의 농업 가격지지를 확립하려던 제안된 연방 법률인 맥네리–하우겐 농업 구제법의 지지자였다.
존슨은 1927년 몰라인 플로우를 떠나 버나드 바루크의 고문이 되었다. 그는 1932년 미국 대통령 선거에서 프랭클린 D. 루스벨트의 브레인 트러스트에 합류했다. 그의 주요 역할은 연설문 초안 작성이었는데, 특히 루스벨트가 피츠버그에서 후버 행정부의 무모한 지출을 비난하고 매우 보수적인 재정 정책을 요구하는 연설을 작성한 것이 주목할 만하다.

## 뉴딜 시대 경력

### NRA

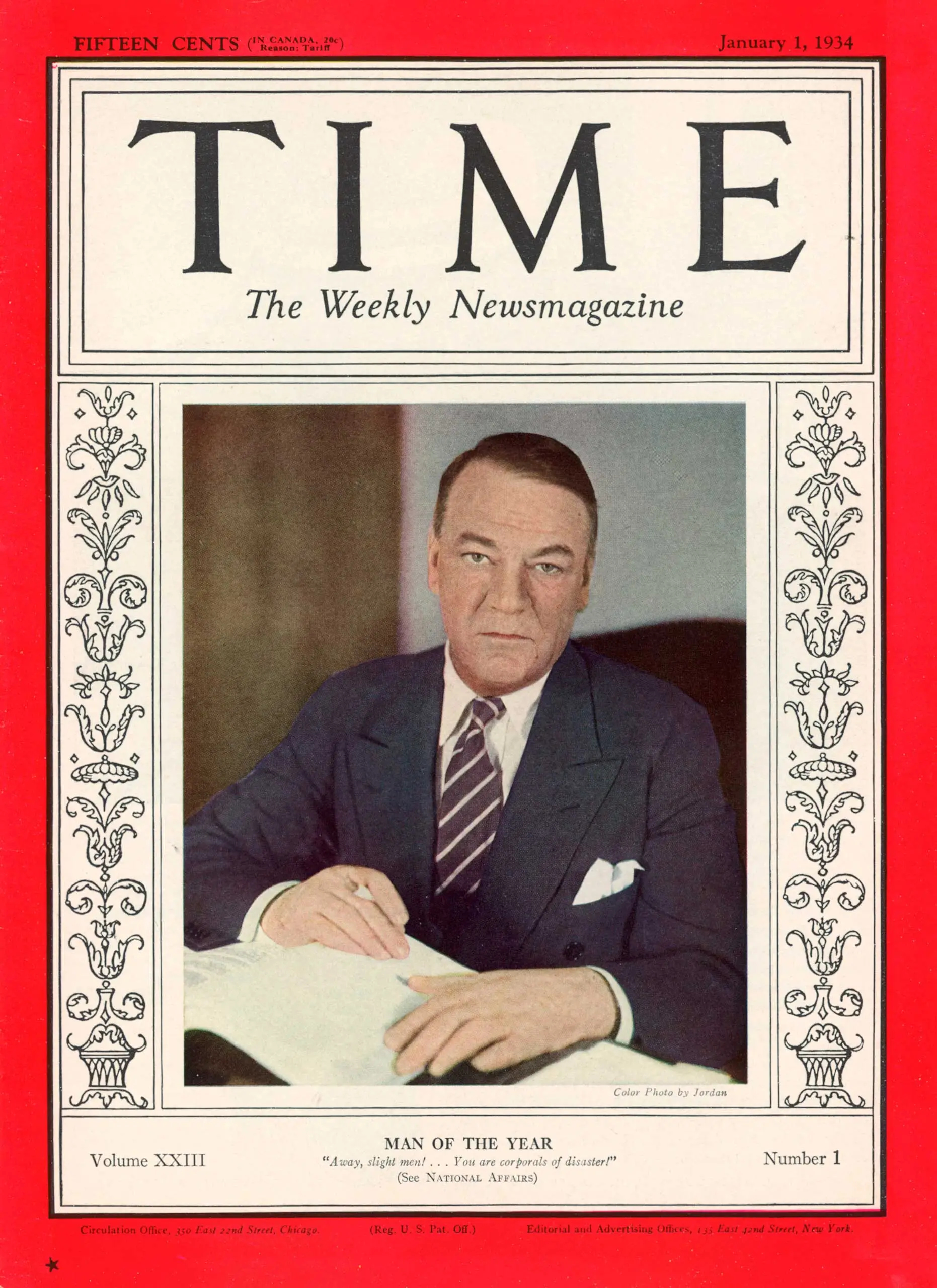
타임지 표지에 실린 1933년 타임 올해의 인물 존슨.

존슨은 뉴딜 정책에서 중요한 역할을 했다. 1933년 루스벨트는 존슨을 국가산업부흥국 (NRA) 행정관으로 임명했다.

NRA는 무역 협회와 산업계가 작성한 규정 아래 수천 개의 기업을 조직하여 대공황을 종식시키는 것을 목표로 했다. 전기 작가 존 올(Ohl)에 따르면 (레스터 V. 챈들러의 요약):
 존슨의 우선순위는 거의 즉시 명확해졌다. "정부 감독 하의 산업 자율 규제"라는 처방에서 강조점은 정부 감독을 최소화하면서 기업이 자체 규칙을 수립하는 데 최대한의 자유를 주는 것이었다. 소비자 보호와 노동자의 이익은 확실히 덜 중요했다. 공정 경쟁 규정을 기업이 수립하고 준수하도록 유도하기 위해 존슨은 거의 모든 형태의 가격 담합, 생산 제한, 생산 능력 제한, 기타 반경쟁적 관행을 용인할 의향이 있었다.
존슨은 타임지가 1933년 올해의 인물로 루스벨트 대신 그를 선정하면서 그의 노력에 대한 인정을 받았다. 1934년경 존슨이 성공적으로 일으켰던 열기는 식어갔다. 존슨은 심하게 흔들리고 있었는데, 역사가들은 이를 NRA 정책의 심각한 모순과 과도한 음주가 겹쳐서 발생했다고 본다. 대기업과 노동조합 모두 적대적으로 변했다. 1
역사가 엘리스 홀리(Ellis Hawley)에 따르면:
 역사가들의 손에서 1933-35년의 국가산업부흥국은 좋지 않은 평가를 받았다. 당시에도 비난을 받았지만, "계획"의 함정을 보여주는 정치적 일탈의 전형으로 남아 있으며, 경기 회복을 방해하고 진정한 개혁을 지연시킨다는 이유로 비난받았다.

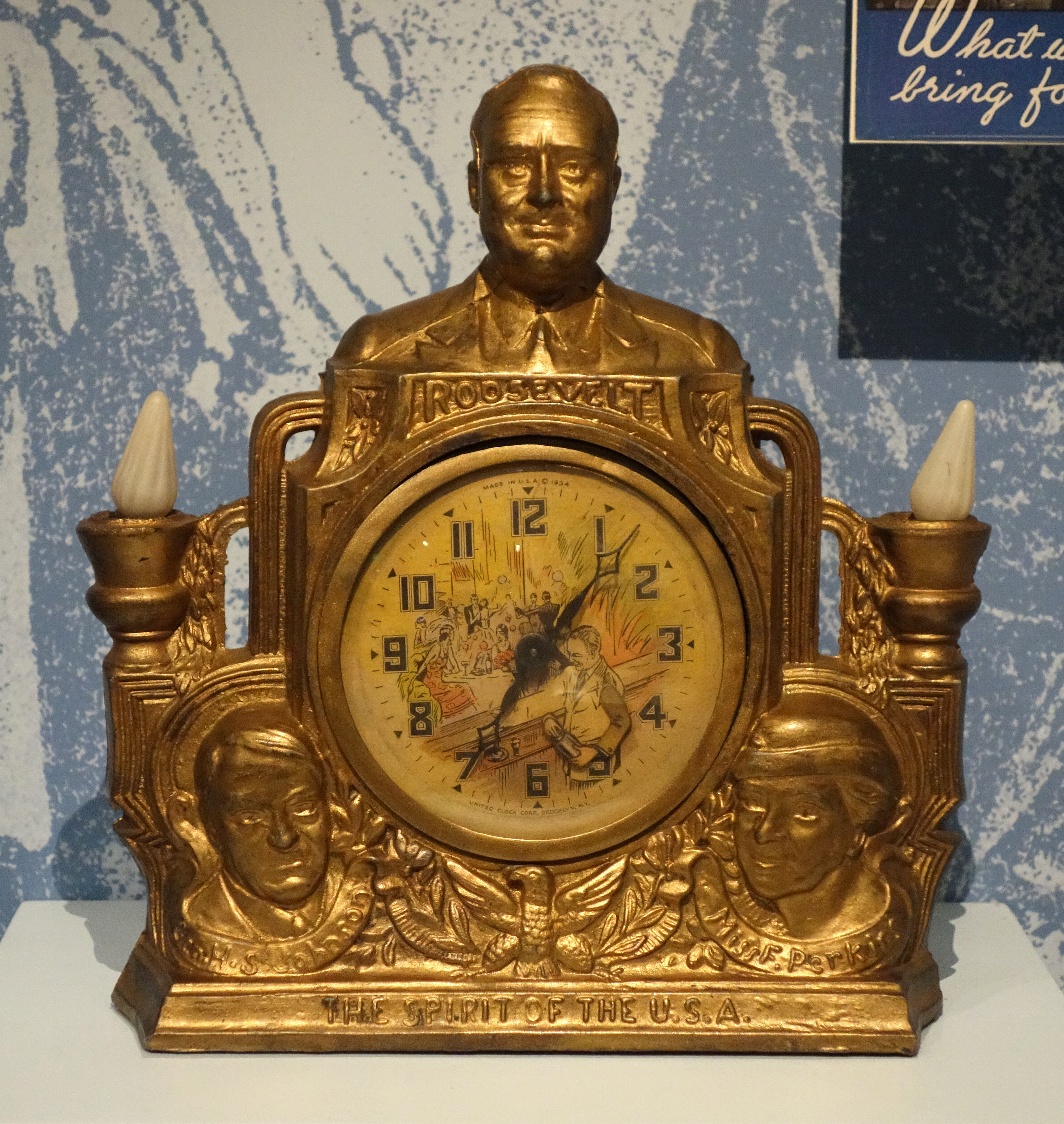
존슨 (왼쪽 아래), 루스벨트 (위), 노동부 장관 프랜시스 퍼킨스 (오른쪽 아래) 흉상이 있는 시계, 1934년 (국립 미국사 박물관)

존슨은 노동부 장관 프랜시스 퍼킨스로부터 반미 정책을 펼친다는 비난을 받았다. 그는 베니토 무솔리니가 가장 좋아하는 경제학자 중 한 명인 브루노 비아지가 쓴 "기업 국가"라는 파시스트 소책자를 배포했는데, 퍼킨스에게도 한 부를 주면서 루스벨트 내각에 나눠주라고 요청하기도 했다. 퍼킨스는 존슨이 이탈리아 파시스트 조합주의를 미국 경제의 일종의 모델로 본다고 우려했고, 그녀는 1934년 9월 루스벨트를 설득하여 그를 해고하도록 했다. NRA는 계속해서 악화되었고, 1935년 폐지되었다.

### 언론 활동, 후기 삶과 사망

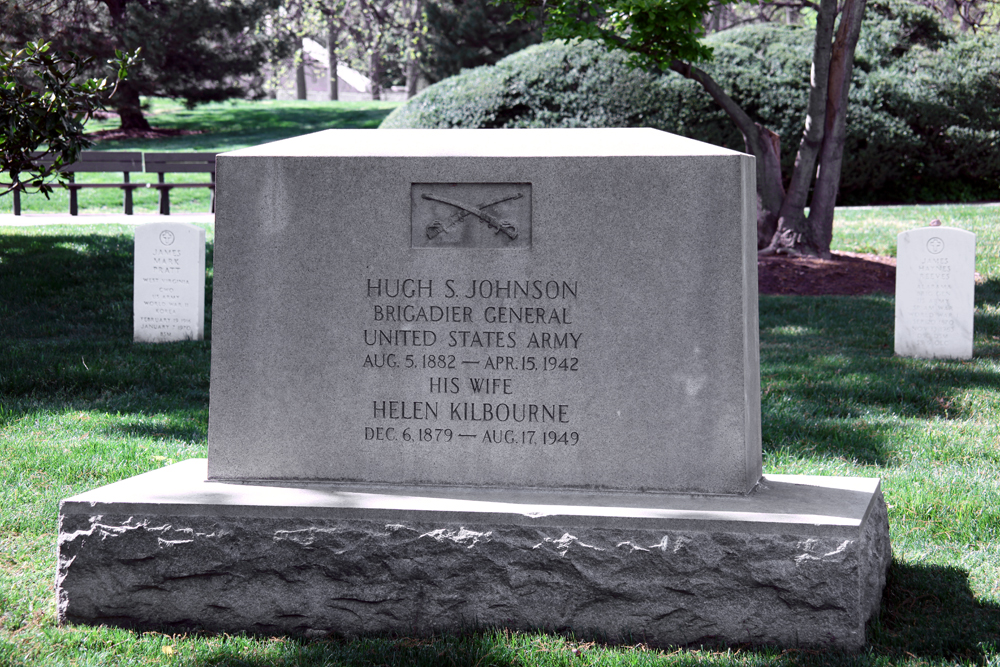
알링턴 국립묘지에 있는 존슨의 묘.

루스벨트 행정부를 떠난 존슨은 오랫동안 전국 잡지에 성공적인 에세이 작가였으며, 이제 정치 논평 전문의 신디케이트 신문 칼럼니스트가 되었다. 그는 1936년 대통령 선거에서 루스벨트를 지지했지만, 1937년 사법부 개편안이 발표되자 루스벨트를 독재자가 될 인물로 비난했다. 1939년 그는 고립주의를 지지했으며, 제2차 세계 대전에 참여하지 않는 것을 주장했고, 1940년 대통령 선거에서는 공화당 후보인 웬들 윌키를 지지했다. 그는 처음에는 아메리카 퍼스트 위원회와 협력했지만, 조직의 인종차별적이고 반유대주의적인 요소에 대한 시위 이후 사임했다.
존슨은 여러 기사와 이야기를 썼다. 1911년에 쓰인 미래 역사 작품인 "댐"은 샘 모스코비츠의 선집 "가스등 속의 공상 과학"에 실려 있다. 이 이야기에서 일본은 캘리포니아를 침략하고 정복한다.
휴 S. 존슨 장군은 1942년 4월 워싱턴 D.C.에서 폐렴으로 사망했다. 그는 알링턴 국립묘지에 묻혔다.

## 저술
정부 직을 떠난 후, 존슨은 뉴욕 데일리 뉴스의 신디케이트 칼럼니스트가 되어 정치 및 군사 문제에 대해 폭넓게 글을 썼다. 그의 칼럼은 직설적인 문체와 종종 비판적인 어조로 유명했으며, 일부 역사가들은 그의 공개적인 논평이 “지배적이고, 모욕적이며, 노골적”이라고 묘사하기도 했다.
1935년 존슨은 회고록을 출판했다:
- 블루 이글: 알에서 지구까지 (The Blue Eagle from Egg to Earth) (뉴욕: D. 애플턴-센추리 컴퍼니, 1935) – 루스벨트 행정부에서의 경험과 국가산업부흥국(NRA) 형성에 대한 그의 역할에 대한 자세한 개인 기록. 이 책은 뉴딜 정책과의 그의 복잡한 관계를 반영하며, 그의 변화하는 정치적 견해에 대한 통찰력을 담고 있다.

1930년대 후반과 1940년대 초반, 유럽에서 긴장이 고조되면서 존슨의 일부 저술은 더욱 고립주의적인 색채를 띠었다. 1942년 4월 사망할 때까지 그는 대중 연사, 신디케이트 칼럼니스트, 작가로서 저명한 미디어 인사로 활동했다.

## 수상
- 육군 공로훈장 (미국)
- 필리핀 전역 훈장
- 멕시코 복무 훈장
- 제1차 세계 대전 승리 훈장 (미국)

## 계급 진급일
| 계급장 없음        | 사관생도, 미국 육군사관학교: 1899년 6월 13일 |
| 1903년 계급장 없음 | 소위, 미국 정규군: 1903년 6월 11일           |
|                    | 중위, 정규군: 1911년 3월 11일                |
|                    | 대위, 정규군: 1916년 7월 1일                 |
|                    | 소령, 정규군: 1917년 5월 15일                |
|                    | 중령, 국군: 1917년 8월 5일                   |
|                    | 대령, 국군: 1918년 1월 8일                   |
|                    | 준장, 국군: 1918년 4월 15일                  |

## 내용주
1. ↑  Schlesinger, Arthur Jr. The Coming of the New Deal (1958) pp 105–6, 156; Ohl, John Kennedy. Hugh S. Johnson and the New Deal. DeKalb, Ill.: Northern Illinois Univ Press, 1985. ISBN 0-87580-110-2
2. 1 2 3 4 5 6 7 8 9  Hamby, For the Survival of Democracy: Franklin Roosevelt and the World Crisis of the 1930s, 2004, p. 144.
3. 1 2 3  White, The National Cyclopaedia of American Biography, 1967, p. 5.
4. 1 2 3 4 5 6 7 8 9  Crawford, "He Risked Disgrace to Speed the Draft," New York Times, June 9, 1918.
5. 1 2 3 4 5 6 7 8 9 10 11 12 13 14 15  Cullum, Biographical Register of the Officers and Graduates..., 1920, p. 1044.
6. 1 2 3 4 5 6  Howard, "Our Twenty-one Generals of Forty Years and Under," New York Times, August 24, 1919.
7. ↑  See, generally: Hampton, How the U.S. Cavalry Saved Our National Parks, 1971.
8. ↑  "Col. H. S. Johnson Deputy Provost Marshal," New York Times, January 25, 1918.
9. ↑  "Plans to Mobilize Schools to Aid War," New York Times, February 17, 1918.
10. ↑  "Promotes 10 Brigadiers," New York Times, April 17, 1918.
11. 1 2  Ohl (1985)
12. 1 2 3 4  Cullum, Biographical Register of the Officers and Graduates..., 1920, p. 1045.
13. ↑  “Valor awards for Hugh Samuel Johnson”. Military Times.
14. ↑  Davis, Henry Blaine Jr. (1998). Generals in Khaki. Pentland Press, Inc. p. 204. ISBN 1571970886. OCLC 40298151
15. ↑  Frank Freidel, Franklin D. Roosevelt: The Triumph (1956) 361-63
16. ↑  Lester V. Chandler, review of Ohl, Hugh S. Johnson and the New Deal in Journal of Economic History (March 1987) 47: 286  DOI:10.1017/s0022050700047951
17. ↑  see TIME story
18. ↑  William H. Wilson, "How the chamber of commerce viewed the NRA: A re-examination." Mid America 42 (1962): 95-108.
19. ↑  Bernard Bellush, The Failure of the NRA (1975).
20. ↑  Martin, Madam Secretary: Frances Perkins, (1976) p. 331.
21. ↑  Ellis Hawley, review of Bernard Balush, The Failure of the NRA American Historical Review 81#4 1976 p. 995.
22. ↑  Martin, Madam Secretary, p. 337.
23. ↑  Martin, Madam Secretary, p. 335.
24. ↑  Whitman, James Q. (1991). 《Of Corporatism, Fascism, and the First New Deal》. 《The American Journal of Comparative Law》 39. 747–778쪽. doi:10.2307/840740. JSTOR 840740.
25. ↑  “Gen. Hugh Johnson Announces His Resignation from America First Committee”. 《Jewish Telegraphic Agency》 (미국 영어). 2015년 3월 20일. 2023년 12월 16일에 확인함.
26. ↑  "Hugh S. Johnson Dies in Capital," New York Times, April 16, 1942.
27. ↑  Arthur M. Schlesinger Jr., The Coming of the New Deal, 1958; John Kennedy Ohl, Hugh S. Johnson and the New Deal, 1985.
28. ↑  Donovan Reichenberger, “Johnson, Hugh Samuel,” Encyclopedia of Oklahoma History and Culture. Accessed June 14, 2025.
29. ↑  Johnson, Hugh S. The Blue Eagle from Egg to Earth. New York: D. Appleton-Century Company, 1935.
30. ↑  Ohl, Charles C. "Hugh S. Johnson: The Man, His Ideas, and the National Recovery Administration." PhD diss., University of Wisconsin, 1966.

### 1차 자료
- Johnson, Hugh S. The Blue Eagle From Egg to Earth. New York: Doubleday, Doran & Company, 1935.
- Crawford, William H. "He Risked Disgrace to Speed the Draft." New York Times. June 9, 1918.
- Howard, C.B. "Our Twenty-one Generals of Forty Years and Under." 뉴욕 타임스. August 24, 1919.
- "Col. H. S. Johnson Deputy Provost Marshal." New York Times. January 25, 1918.
- "Hugh S. Johnson Dies in Capital." New York Times. April 16, 1942.
- "Not Since the Armistice..." Time. September 25, 1933.
- "Plans to Mobilize Schools to Aid War." New York Times. February 17, 1918.
- "Promotes 10 Brigadiers." New York Times. April 17, 1918.